# 바다 건너 사랑
《바다 건너 사랑》은 KBS 1TV에서 매주 일요일 오후 1시 30분에 방송 중인 지구촌 사회 공헌 프로그램이다.

## 방송 시간
| 방송 기간                          | 방송 시간            | 방송 분량 |
| ---------------------------------- | -------------------- | --------- |
| 2019년 12월 3일 ~ 2020년 6월 23일  | 매주 화요일 밤 11:40 | 50분      |
| 2020년 7월 5일 ~ 2020년 10월 18일  | 매주 일요일 밤 10:35 | 55분      |
| 2024년 4월 28일 ~ 2024년 6월 16일  | 매주 일요일 밤 11:10 | 50분      |
| 2024년 12월 22일 ~ 2025년 5월 11일 | 매주 일요일 낮 1:30  | 50분      |
| 2025년 6월 29일 ~ 현재             | 매주 일요일 낮 1:30  | 50분      |

## 시청률
| 회차 | 방송 일자        | 닐슨 전국 시청률 |
| ---- | ---------------- | ---------------- |
| 1회  | 2019년 12월 3일  | 1.4%             |
| 2회  | 2019년 12월 10일 | 1.0%             |
| 3회  | 2019년 12월 17일 | 1.5%             |
| 4회  | 2019년 12월 24일 | 1.2%             |
| 5회  | 2020년 1월 7일   | 1.9%             |
| 6회  | 2020년 1월 14일  | 1.8%             |
| 7회  | 2020년 1월 21일  | 1.2%             |
| 8회  | 2020년 2월 4일   | 1.4%             |
| 9회  | 2020년 2월 11일  | 1.2%             |
| 10회 | 2020년 2월 18일  | 1.9%             |
| 11회 | 2020년 3월 24일  | 1.6%             |
| 12회 | 2020년 4월 28일  | 1.6%             |
| 13회 | 2020년 6월 2일   | 1.2%             |
| 14회 | 2020년 6월 9일   | 0.9%             |
| 15회 | 2020년 6월 16일  | 1.2%             |
| 16회 | 2020년 6월 23일  | 1.6%             |
| 17회 | 2020년 7월 5일   | 1.9%             |
| 18회 | 2020년 7월 12일  | 2.0%             |
| 19회 | 2020년 7월 19일  | 1.8%             |
| 20회 | 2020년 7월 26일  | 2.0%             |
| 21회 | 2020년 8월 16일  | 1.7%             |
| 22회 | 2020년 8월 23일  | 1.3%             |
| 23회 | 2020년 8월 30일  | 1.7%             |
| 24회 | 2020년 9월 13일  | 1.2%             |
| 25회 | 2020년 9월 27일  | 1.3%             |
| 26회 | 2020년 10월 11일 | 1.4%             |
| 27회 | 2020년 10월 18일 | 1.5%             |